# Herihor
Hemnechertepienamon - Siamonherihor, llamado Herihor por Manetón, fue el primer Sumo sacerdote de Amón en Tebas, de c. 1080 a 1074 a. C., durante el reinado del faraón Ramsés XI. 

## Biografía
Herihor era un oficial del ejército egipcio que ascendió gradualmente en época de Ramsés XI, siendo el responsable de restaurar el orden en Tebas, tras expulsar a Panehesy, el virrey de Nubia cuyas tropas fueron llamadas para aplastar la revuelta de los libu (nómadas libios) en el nomo de Cinópolis. 
Después, Herihor consiguió más títulos: sumo sacerdote de Amón, chaty del Alto Egipto y virrey de Kush, tomando finalmente el título real e ignorando virtualmente a Ramsés XI, el auténtico rey. Aunque verdaderamente nunca tuvo poder fuera de la región de Tebas. Los dos aparentemente acordaron tolerarse tácitamente. Su esposa, Nodymet, pudo haber sido la hija de Ramsés XI. 
Esta aparente división tuvo como resultado dos gobernantes de Egipto, uno en Tebas, y otro en Tanis, pero en la práctica eran dos linajes de la misma familia, con muchos lazos entre ellos. Esta división en dos dinastías es artificial. Así, el bisnieto de Herihor, Psusenes I, fue coronado faraón en Tanis. Esta división no terminó completamente hasta que fue el país unificado por el rey libio Sheshonq I en 945 a. C.
La proclamación de Herihor como Sumo sacerdote, en el año 19º del reinado de Ramsés, se denominó el primer año de la «Era del Renacimiento» (uhem-mesut en egipcio; literalmente «repetición de nacimientos»), datándose los algunos documentos oficiales con dos fechas, referentes a la «Era» y al «reinado» de Ramsés, situación insólita en Egipto.
Le sucedió como sumo sacerdote y como virrey de Kush su hijo político Pianj.

## Titulatura
| Titulatura | Jeroglífico | Transliteración (transcripción) - traducción - (referencias) |

| G5 |

| G5 |

| E2 · D40 | i | mn · n | G39 | Z1 |

| E2 · D40 | i | mn · n | G39 | Z1 |

| E2 · D40 | i | mn · n | G39 | Z1 |

| E2 · D40 | i | mn · n | G39 | Z1 |

| G5 |

| G5 |

| E2 · D40 | i | mn · n | G39 | Z1 |

| E2 · D40 | i | mn · n | G39 | Z1 |

| E2 · D40 | i | mn · n | G39 | Z1 |

| E2 · D40 | i | mn · n | G39 | Z1 |

| G16 |

| G16 |

| s | R4 · p · t | R8A | A35 | O6 | O1 · t | O34 · n · Z2s |

| s | R4 · p · t | R8A | A35 | O6 | O1 · t | O34 · n · Z2s |

| SPACE | D4 · O4 | D21 · D21 | t | D28 · Z2ss | s | n |

| SPACE | D4 · O4 | D21 · D21 | t | D28 · Z2ss | s | n |

| G16 |

| G16 |

| s | R4 · p · t | R8A | A35 | O6 | O1 · t | O34 · n · Z2s |

| s | R4 · p · t | R8A | A35 | O6 | O1 · t | O34 · n · Z2s |

| SPACE | D4 · O4 | D21 · D21 | t | D28 · Z2ss | s | n |

| SPACE | D4 · O4 | D21 · D21 | t | D28 · Z2ss | s | n |

| G8 |

| G8 |

| D4 · Z2s | G25 | Aa1 | m | i | p · t | Q1 | n |

| D4 · Z2s | G25 | Aa1 | m | i | p · t | Q1 | n |

| t | f · Z1 · f | i | mn · n | X7 | U2 · Y1 | T14 | F35 | F35 | F35 | f |

| t | f · Z1 · f | i | mn · n | X7 | U2 · Y1 | T14 | F35 | F35 | F35 | f |

| G8 |

| G8 |

| D4 · Z2s | G25 | Aa1 | m | i | p · t | Q1 | n |

| D4 · Z2s | G25 | Aa1 | m | i | p · t | Q1 | n |

| t | f · Z1 · f | i | mn · n | X7 | U2 · Y1 | T14 | F35 | F35 | F35 | f |

| t | f · Z1 · f | i | mn · n | X7 | U2 · Y1 | T14 | F35 | F35 | F35 | f |

| R8 | U36 | D1 · p · n | i | mn · n |

| R8 | U36 | D1 · p · n | i | mn · n |

| R8 | U36 | D1 · p · n | i | mn · n |

| R8 | U36 | D1 · p · n | i | mn · n |

| R8 | U36 | D1 · p · n | i | mn · n |

| R8 | U36 | D1 · p · n | i | mn · n |

| R8 | U36 | D1 · p · n | i | mn · n |

| R8 | U36 | D1 · p · n | i | mn · n |

| R8 | U36 | D1 · p · n | i | mn · n |

| R8 | U36 | D1 · p · n | i | mn · n |

| R8 | U36 | D1 · p · n | i | mn · n |

| R8 | U36 | D1 · p · n | i | mn · n |

| R8 | U36 | D1 · p · n | i | mn · n |

| R8 | U36 | D1 · p · n | i | mn · n |

| R8 | U36 | D1 · p · n | i | mn · n |

| R8 | U36 | D1 · p · n | i | mn · n |

| i | mn · n | N1 · H8 · Z1 | G5 |

| i | mn · n | N1 · H8 · Z1 | G5 |

| i | mn · n | N1 · H8 · Z1 | G5 |

| i | mn · n | N1 · H8 · Z1 | G5 |

| i | mn · n | N1 · H8 · Z1 | G5 |

| i | mn · n | N1 · H8 · Z1 | G5 |

| i | mn · n | N1 · H8 · Z1 | G5 |

| i | mn · n | N1 · H8 · Z1 | G5 |

| i | mn · n | N1 · H8 · Z1 | G5 |

| i | mn · n | N1 · H8 · Z1 | G5 |

| i | mn · n | N1 · H8 · Z1 | G5 |

| i | mn · n | N1 · H8 · Z1 | G5 |

| i | mn · n | N1 · H8 · Z1 | G5 |

| i | mn · n | N1 · H8 · Z1 | G5 |

| i | mn · n | N1 · H8 · Z1 | G5 |

| i | mn · n | N1 · H8 · Z1 | G5 |

| R8 | U36 | D1 · Q3 · N35 | M17 | Y5 · N35 | N5 · Z1 | M23 | X1 · Z2ss | R8 | \| \| | D2 · D21 | G5 | A52 |
|    |     |               |     |          |         |     |           |    |       |          |    |     |

|  |

| R8 | U36 | D1 · Q3 · N35 | M17 | Y5 · N35 | N5 · Z1 | M23 | X1 · Z2ss | R8 | \| \| | D2 · D21 | G5 | A52 |
|    |     |               |     |          |         |     |           |    |       |          |    |     |

|  |